# Essex Junction
Essex Junction är en stad (city) i Chittenden County i Vermont. Essex Junction lösgjordes från kommunen Essex den 1 juli 2022. Innan dess hade Essex Junction varit ett municipalsamhälle (village) inom kommunen Essex och underställd både kommunens och municipalsamhällets administration.